# Herly (Somme)
Herly és un municipi francès situat al departament del Somme i a la regió dels Alts de França. L'any 2007 tenia 47 habitants.

## Demografia

### Població

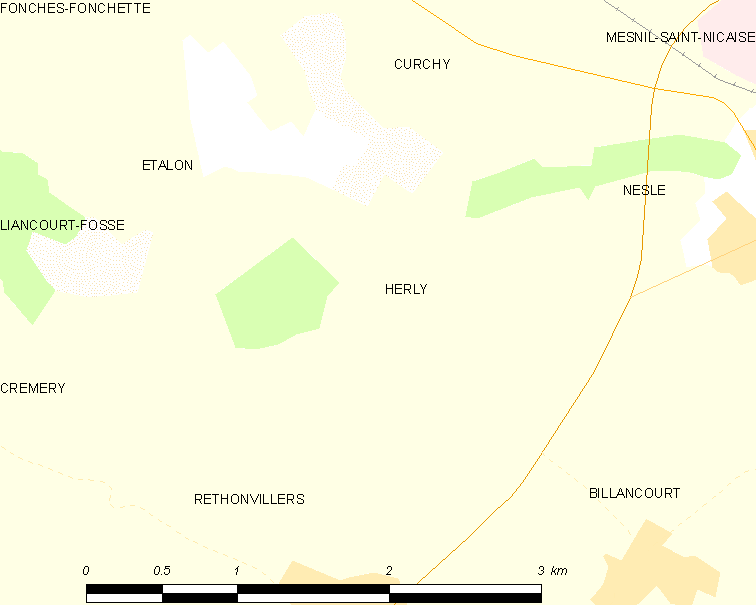

El 2007 la població de fet de Herly era de 47 persones. Hi havia 16 famílies de les quals 8 eren parelles sense fills i 8 parelles amb fills.
La població ha evolucionat segons el següent gràfic:
Habitants censats

### Habitatges

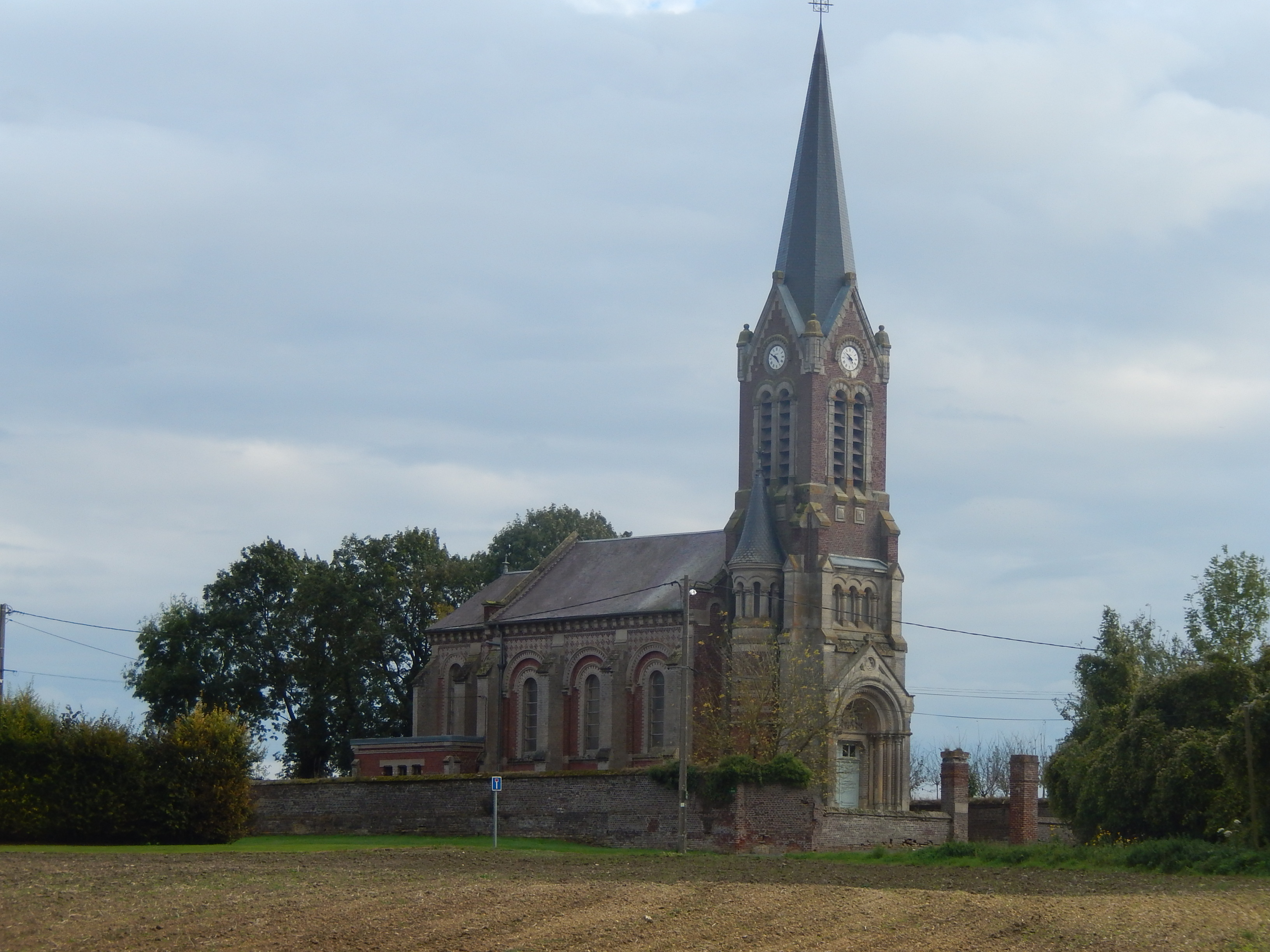

El 2007 hi havia 18 habitatges, 16 eren l'habitatge principal de la família, 1 era una segona residència i 1 estava desocupat. Tots els 18 habitatges eren cases. Dels 16 habitatges principals, 14 estaven ocupats pels seus propietaris i 2 estaven llogats i ocupats pels llogaters; 6 tenien tres cambres, 2 en tenien quatre i 8 en tenien cinc o més. 14 habitatges disposaven pel capbaix d'una plaça de pàrquing. A 8 habitatges hi havia un automòbil i a 8 n'hi havia dos o més.

### Piràmide de població

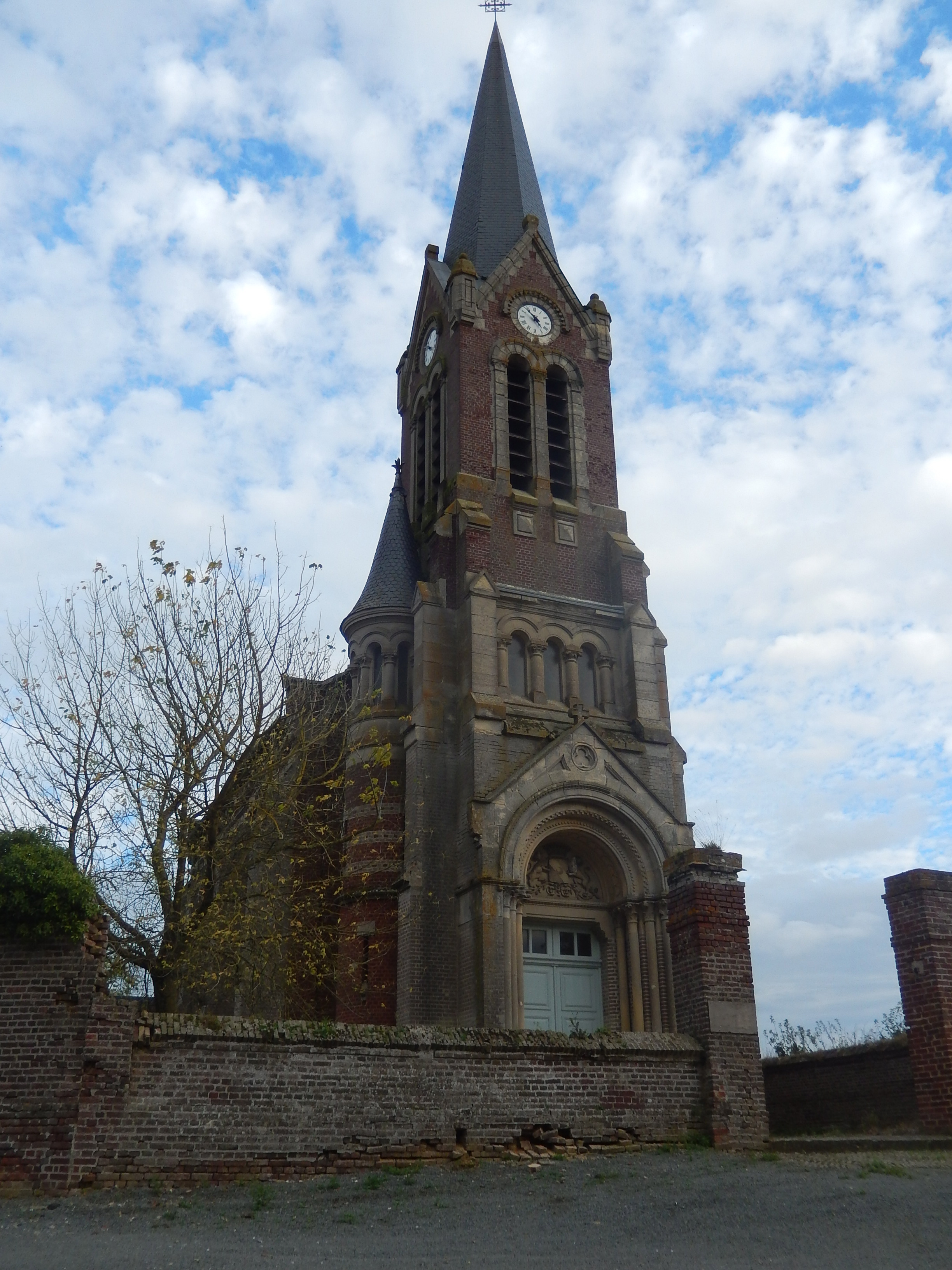

La piràmide de població per edats i sexe el 2009 era:
| Homes | Edats   | Dones |
| ----- | ------- | ----- |
| 0     | 95 o +  | 0     |
| 0     | 90 a 94 | 0     |
| 0     | 85 a 89 | 0     |
| 0     | 80 a 84 | 0     |
| 0     | 75 a 79 | 0     |
| 0     | 70 a 74 | 0     |
| 4     | 65 a 69 | 4     |
| 0     | 60 a 64 | 0     |
| 4     | 55 a 59 | 0     |
| 0     | 50 a 54 | 0     |
| 0     | 45 a 49 | 0     |
| 4     | 40 a 44 | 4     |
| 0     | 35 a 39 | 0     |
| 0     | 30 a 34 | 4     |
| 4     | 25 a 29 | 0     |
| 0     | 20 a 24 | 0     |
| 0     | 15 a 19 | 0     |
| 0     | 10 a 14 | 0     |
| 4     | 5 a 9   | 0     |
| 0     | 0 a 4   | 0     |

## Economia

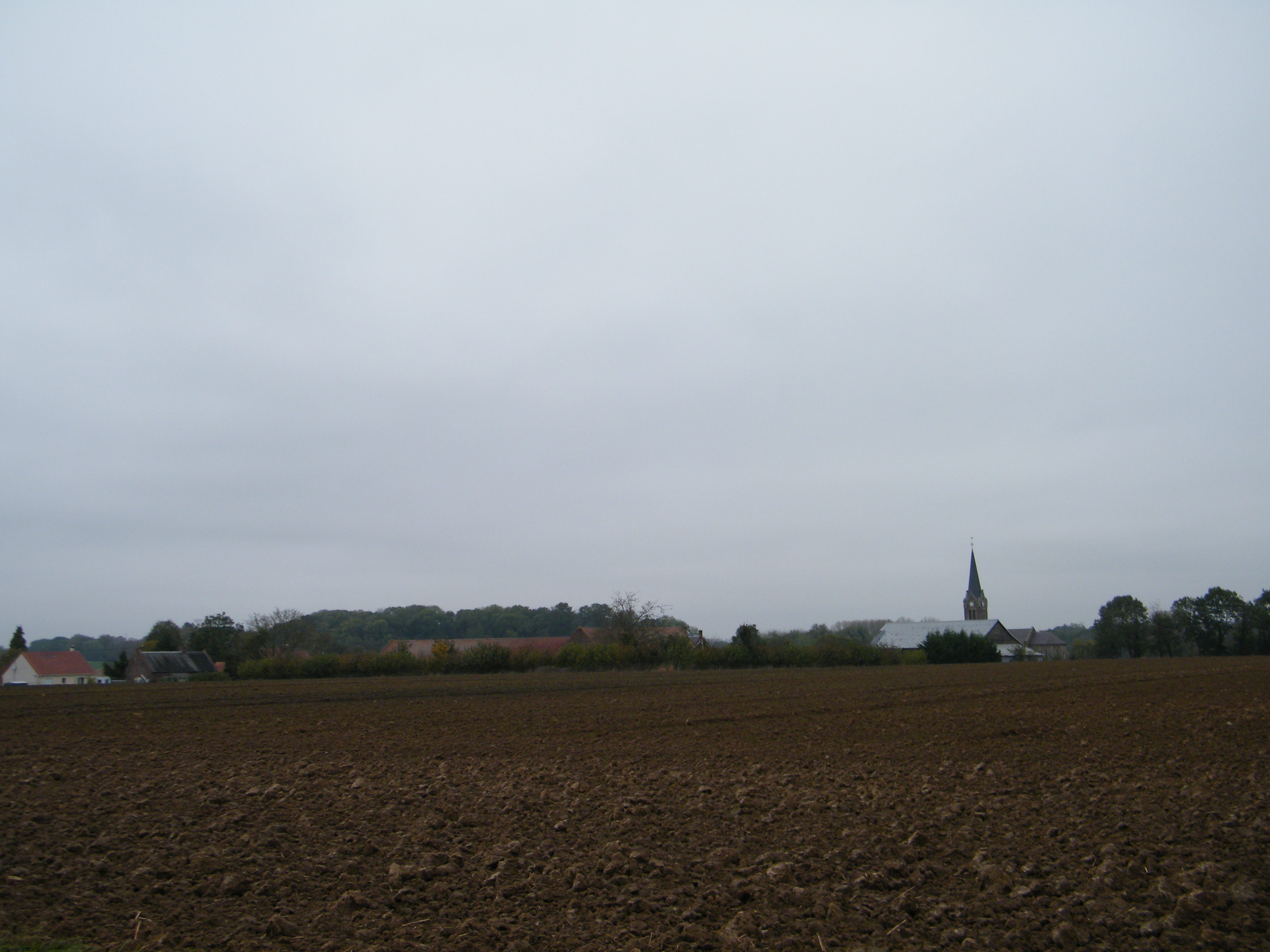

El 2007 la població en edat de treballar era de 36 persones, 28 eren actives i 8 eren inactives. De les 28 persones actives 23 estaven ocupades (11 homes i 12 dones) i 5 estaven aturades (3 homes i 2 dones). De les 8 persones inactives 2 estaven jubilades, 3 estaven estudiant i 3 estaven classificades com a «altres inactius».
Activitats econòmiques
Dels 2 establiments que hi havia el 2007, 1 era d'una empresa de comerç i reparació d'automòbils i 1 d'una empresa de serveis.
L'únic servei als particulars que hi havia el 2009 era un taller de reparació d'automòbils i de material agrícola.

## Poblacions més properes
El següent diagrama mostra les poblacions més properes.